# Xã Eagle, Quận Brown, Ohio
Xã Eagle (tiếng Anh: Eagle Township) là một xã thuộc quận Brown, tiểu bang Ohio, Hoa Kỳ. Năm 2010, dân số của xã này là 1.344 người.